# Côte-de-l'Or britannique
Pour les articles homonymes, voir Côte-d'Or (homonymie), Côte-de-l'Or et Gold Coast (homonymie).
1821–1957
Entités précédentes :
- Empire ashanti
- Protectorat Fante
- Côte-de-l'Or néerlandaise
- Togoland britannique

Entités suivantes :
- Dominion du Ghana

La Côte-de-l'Or était une colonie britannique, dans ce qui est devenu aujourd'hui le Ghana. Cette colonie est créée en 1821, lorsque le gouvernement confisqua les terrains bordant les côtes. La Côte-de-l'Or avait été nommée ainsi depuis longtemps par les Européens, en raison des quantités importantes d'or trouvées dans cette région.

## Histoire
Les premiers Européens à arriver sur la côte de l'Or sont les Portugais, en 1471. À leur arrivée, ils rencontrent différents royaumes africains dont certains contrôlent d'importants gisements d'or. En 1482, les Portugais construisent le château d'Elmina, le premier établissement européen sur la Côte-de-l'Or. De là, ils réalisent du commerce d'esclaves, d'or, de couteaux, de perles, de miroirs, de rhum et de fusils.
La nouvelle se répand en Europe, des commerçants anglais, hollandais, danois, suédois et prussiens arrivent dans la zone. Ces commerçants européens construisent plusieurs forts le long de la côte. La Côte-de-l'Or est le nom donné depuis lors par les Européens, en raison des grandes ressources aurifères, bien que le commerce des esclaves soit la principale activité.

### L'évolution des forts de la Côte-de-l'Or dans la seconde moitié duXVIIesiècle
Bien avant de servir à la traite négrière, les forts africains furent organisés par les Européens pour réduire au maximum le temps des expéditions commerciales et ainsi le risque des maladies tropicales, la communauté marchande restant marquée par le souvenir d'une expédition de commerçants anglais qui, en 1553, avaient perdu une centaine d'hommes sur 140 et dû abandonner deux de leurs navires par manque de marins.

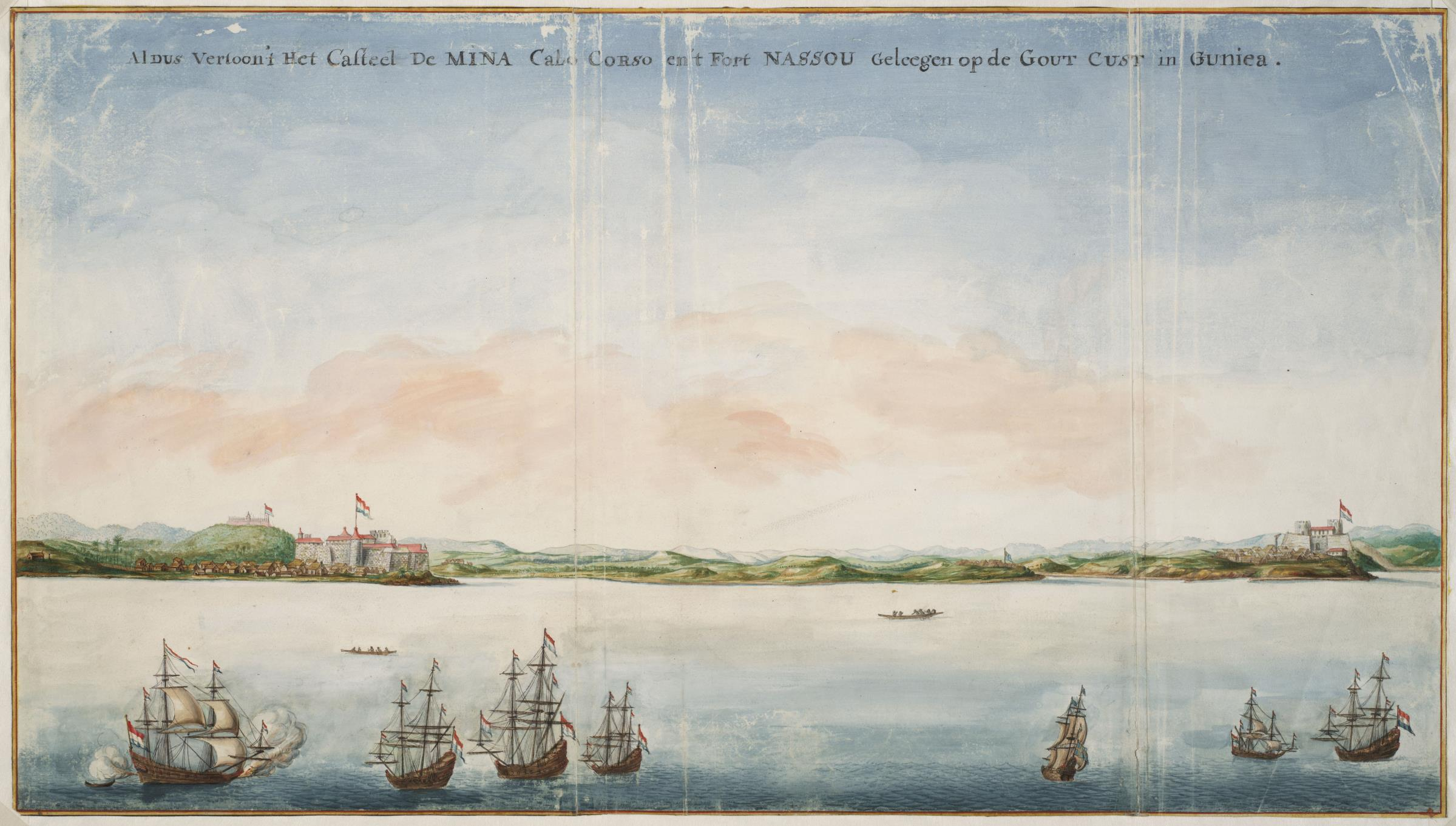
Les forts d'Elmina et de Nassau vers 1665.

Les navires pouvaient charger les marchandises pour le voyage de retour, mais aussi l'eau douce, et le jus de citron pour lutter contre le scorbut, sans avoir à accoster, directement à partir des entrepôts et citernes, construits en surplomb pour cela, permettant un demi-tour sûr et rapide de l'expédition. Le fort, organisé comme un château féodal, était par ailleurs abrité des moustiques porteurs de paludisme et de fièvre jaune et permettait une escale pour des soins et des réparations. Dans le fort hollandais d'Elmina, en 1646, le gouverneur était intéressé aux ventes de jus de citron. Son succès depuis l'installation hollandaise de 1637 a inspiré les autres pays européens dans les décennies suivantes.
En juin 1641, les derniers Portugais du Fort Saint-Antoine d'Axim s'y rendirent au Général Ruychaver en  promettant qu'ils « ne reçoivent plus rien de la part des Portugais ». La garnison s'était réfugiée chez les Encasser, un peuple africain de l'intérieur, pour mener pendant six mois une guérilla contre les Hollandais avant de fuir en août 1641 sur un vaisseau anglais. Les forts hollandais de la côte africaine, véritables entreprises polyvalentes avec ateliers et cultures, employaient 223 engagés blancs et près de 700 esclaves (491 hommes et 239 femmes et enfants), dont 183 pour celui d'Elmina et 156 pour celui d'Axim, le reste se répartissant dans d'autres forts annexes.
Au milieu du siècle, l'Europe connait une « famine monétaire » car l'afflux d'argent métal de la mine géante du Potosi péruvien a commencé à se tarir lentement dans les années 1620 puis rapidement,. L'or africain, qui était éclipsé partiellement par l'argent péruvien depuis un demi-siècle, est alors extrêmement recherché, d'autant que les réserves monétaires ont été vidées par le prolongement de la guerre de Trente Ans, effectuée essentiellement par des mercenaires. C'est la raison de l'accumulation dans la seconde moitié du XVIIe siècle, sur 450 kilomètres de la Côte-de-l'Or (actuel Ghana), d'une centaine de postes de traite (châteaux, forts et postes moins importants), entremêlés, parfois en alternance d'une nation à l'autre, presque régulière le long du rivage, dont une douzaine suédois et danois, grands et petits.
Au-delà, au contraire, la future « côte des Esclaves », une longue succession de lagunes et de marécages, n'avait pas encore un seul établissement européen permanent. Le fait que ces pays aient voulu rapidement concurrencer la Hollande dans la recherche d'or en Afrique et d'épices dans l'océan Indien s'est ajouté à l'émergence de leurs opérations commerciales en Amérique, dès les années 1630 pour les Anglais et Français, la décennie suivante pour les Suédois et Danois du Brandebourg. Lorsque le Duché de Courlande a par exemple décidé de coloniser Tobago, sa compagnie a entretenu un fort en Gambie. Les plupart des forts de la Gold Coast, mal implantés et sans préparation sérieuse, ont été abandonnés ou ont changé de propriétaire rapidement.

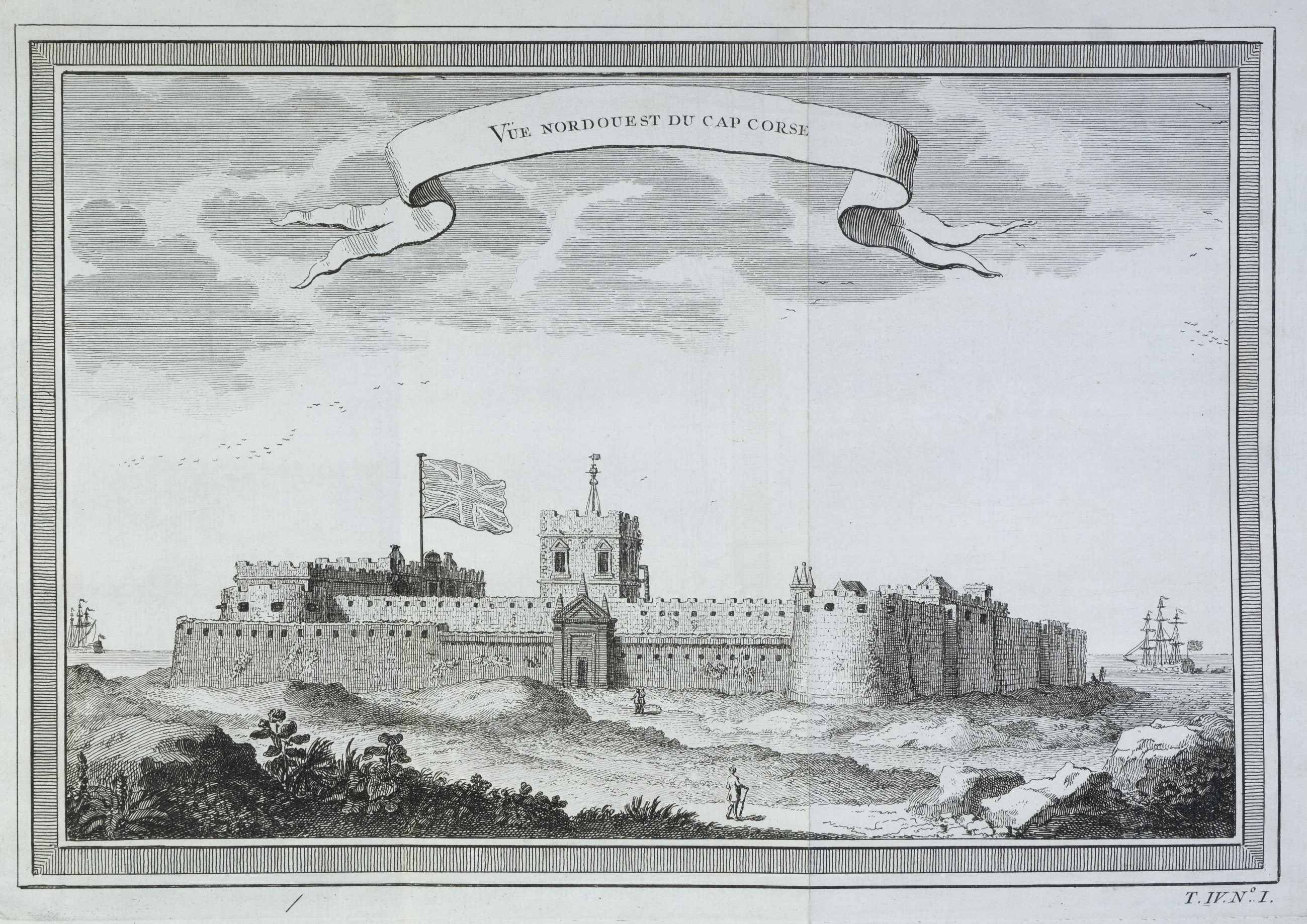
Vue du fort de Cape Coast en 1747. Le site sert de capitale pour la Côte de l'Or britannique.

Ces forts importaient quelques esclaves qui servent à transporter les marchandises, parfois lourdes, échangés contre de l'or, notamment le fer et le cuivre dont la Scandinavie est alors excédentaire. Mais ils n'en exportent pas, sauf prélèvement exceptionnel sur leur main-d'œuvre, faute de filière locale. Le premier poste de traite négrière portugais, sur l'île saharienne d'Arguin, 2 000 kilomètres plus au nord, n'est jamais devenu important, mais c'est vers lui qu'en 1518 un négociant portugais en or avait dû se tourner pour obtenir une quarantaine de jeunes esclaves à utiliser comme transporteurs .
Anxieux d'obtenir de l'or des Africains de la Côte-de-l'Or, les Portugais puis les Hollandais ont d'abord au XVIe siècle l'interdiction formelle de les réduire en esclavage. Mais les politiques discordantes des occupants ou de leurs alliés locaux augmentèrent considérablement le risque d'attaque contre chaque garnison ainsi que de conflits inter-africains. Les populations locales découvrirent que des fusils et des munitions pouvaient leur être délivrés pour voler des marchandises tout en pouvant, en cas de rétorsion trouver refuge sous la protection des murs et du canon du Fort.

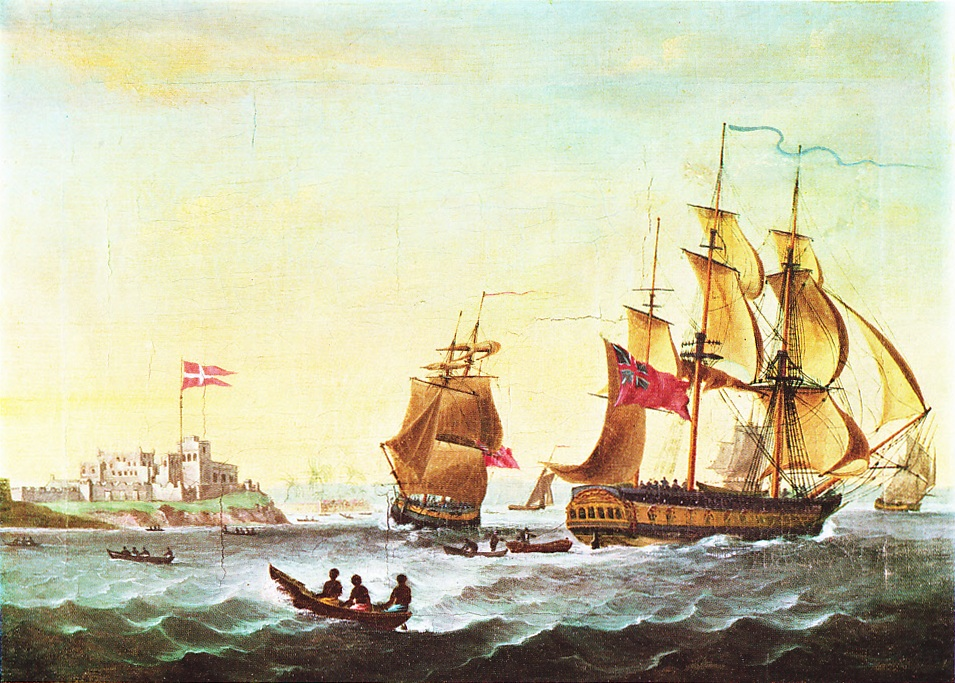
Deux navires négriers britanniques devant le fort de traite danois Christiansborg, vers 1800.

Quand la croissance de l'économie sucrière se fait moins forte dans les années 1650, les rivalités s'aiguisent. La plupart des marchands qui vont alors se tourner vers le trafic négrier, en ajoutant quelques esclaves, voire quelques dizaines, à condition d'avoir encore de la place sur le bateau, n'ont pas les moyens d'entretenir un fort et ce sont des compagnies spécialisées qui tenteront d'effectuer cette transition dans les années 1670 en jouant le rôle de grossistes. Les années 1660 et la décennie suivante voient une évolution importante de la Côte-de-l'Or, sous l'impulsion des Britanniques, qui y investissent sur le plan militaire et s'emparent de nombreux forts des autres nations mais acceptent ceux pris par les Danois, avec qui ils ont des liens d'affaires dans l'île antillaise britannique de la Barbade. L'Angleterre et la Hollande étant en guerre entre 1665 et 1667, qui a pour principal enjeu la maîtrise des principales routes commerciales maritimes, conclue par le traité de Bréda le 31 juillet 1667, chacun à son tour envoie des expéditions navales à laquelle tout fort de simple résistance moyenne cède après peu ou pas de résistance.

### La colonie fondée en 1821

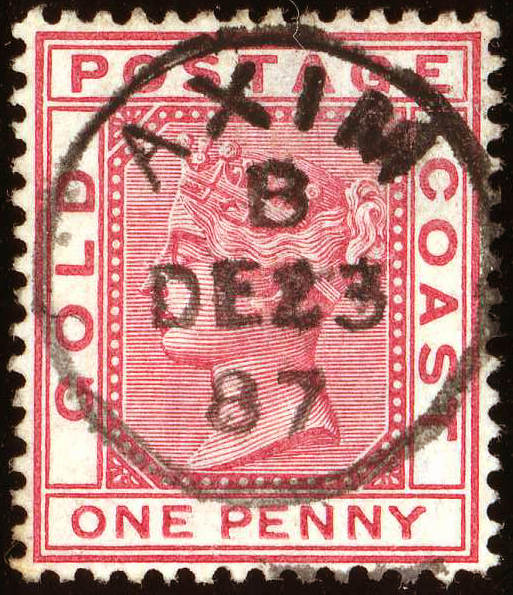
Timbre de la période coloniale britannique en 1887 (reine Victoria).

La colonie britannique de la Côte-de-l'Or est fondée en 1821 lorsque le gouvernement britannique abolit la Société africaine des marchands et saisit les terres le long de la côte. Ce qu'il reste des intérêts des autres pays européens est repris par les Britanniques : la Côte-de-l'Or danoise en 1850, la Côte-de-l'Or néerlandaise et le fort d'Elmina en 1871.
Les possessions britanniques de la région se sont progressivement élargies avec l'annexion des royaumes locaux, en particulier la confédération Ashanti et la confédération Fante. Le principal problème des Britanniques est que les Ashanti contrôlaient une grande partie de l'actuel territoire du Ghana avant l'arrivée des Européens, et à cette époque sont encore majoritaires dans toute cette région. Quatre guerres opposent les Ashanti (ou Asante) aux Britanniques, qui sont parfois alliés avec les Fante.

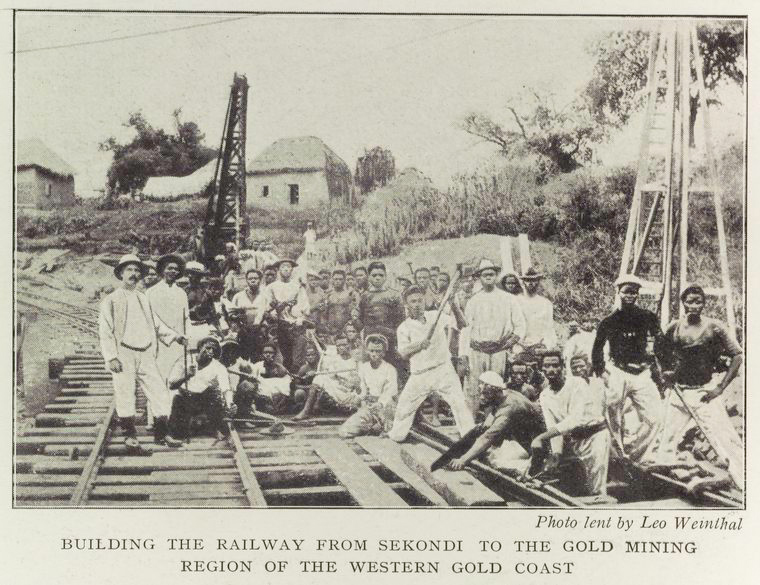
Construction d'une ligne de chemin de fer entre Sékondi et la région minière (1910).

En 1901, l'ensemble de la Côte-de-l'Or est une colonie britannique, avec des royaumes et des tribus formant une seule unité. Diverses ressources naturelles — comme l'or, des minerais métalliques, des diamants, de l'ivoire, du poivre, du bois, du maïs et du cacao — sont expédiées de la Côte-de-l'Or par les Britanniques. Les colons britanniques construisent des chemins de fer et un complexe d'infrastructures de transport qui a servi de base aux infrastructures de transport de l'actuel Ghana. Des hôpitaux et des écoles sont également construits. Il s'agit d'une tentative par les Britanniques à l'époque, d'exportation les commodités de l'Empire.
Cependant, en 1945, les exigences d'autonomie de la population de la Côte-de-l'Or débutent. C'est le début du processus de décolonisation à travers le monde.
En 1956, le Togoland britannique (à la suite du référendum de 1956 sur le statut du Togoland britannique), l'Empire ashanti et le Protectorat Fante fusionnent avec la Côte-de-l'Or pour créer une colonie, qui est connue sous le nom de Côte-de-l'Or. En 1957, la colonie accède à l'indépendance sous le nom de Ghana.